# Julio César Gully
Julio César Gully Coirolo (San José de Mayo, 4 luglio 1928) è un ex cestista uruguaiano.

## Carriera
Con l'Uruguay ha disputato i Campionati del mondo del 1954.